# Late Phases
Late Phases (lub Late Phases: Night of the Lone Wolf) – amerykański film fabularny z 2014 roku, napisany przez Erica Stolze'a i wyreżyserowany przez Adriána Garcíę Bogliano. W rolach głównych wystąpili w nim Nick Damici, Tom Noonan oraz Ethan Embry. Światowa premiera filmu odbyła się 9 marca 2014 podczas South by Southwest Film Festival. W listopadzie tego roku nastąpiła premiera komercyjna dzieła.

## Opis fabuły
Niewidomy weteran wojny wietnamskiej przenosi się do ośrodka dla emerytów. Na miejscu przekonuje się, że w osadzie grasuje tajemnicza bestia, przez policję uważana za agresywne zwierzę z okolicznego lasu.

## Obsada
- Nick Damici – Ambrose
- Ethan Embry – Will
- Lance Guest – Griffin
- Tina Louise – Clarissa
- Rutanya Alda – Gloria B.
- Caitlin O'Heaney – Emma
- Erin Cummings – Anne
- Tom Noonan – ojciec Roger
- Larry Fessenden – O'Brien
- Al Sapienza – Bennet
- Karen Lynn Gorney – Delores

## Nagrody i wyróżnienia
- 2014, Toronto After Dark Film Festival:
  - Nagroda Specjalna w kategorii najlepszy aktor pierwszoplanowy (wyróżniony: Nick Damici)[2]
  - Nagroda Specjalna w kategorii najlepszy bohater (Ambrose w wykonaniu Nicka Damiciego)[2]
- 2014, BloodGuts UK Horror Awards:
  - nominacja do nagrody BloodGuts UK Horror w kategorii najlepszy film[2]
  - nominacja do nagrody BloodGuts UK Horror w kategorii najlepszy aktor (Nick Damici)[2]
- 2015, Fangoria Chainsaw Awards:
  - nominacja do nagrody Chainsaw w kategorii najlepszy film wąsko dystrybuowany (kandydat dopisany do listy)[3]
  - nominacja do nagrody Chainsaw w kategorii najlepszy aktor (Nick Damici)[3]
  - nominacja do nagrody Chainsaw w kategorii najlepsza charakteryzacja/efekty specjalne (Robert Kurtzman, Brian Spears)[3]